# Zlonice
Zlonice település Csehországban, a Kladnói járásban. Zlonice Šlapanice, Stradonice, Páleč, Jarpice, Beřovice, Hobšovice, Poštovice és Dřínov településekkel határos. Lakosainak száma 2285 fő (2024. január 1.).

## Népesség
A település lakosságának változását az alábbi diagram mutatja:
| Lakosok száma | 2010 | 2614 | 3240 | 2541 | 2243 | 2193 | 2266 | 2246 | 2255 | 2285 |
|               | 1869 | 1890 | 1921 | 1950 | 1980 | 2001 | 2017 | 2019 | 2022 | 2024 |